# Кинг, Гэри
Гэри Кинг (англ. Gary King; род. 29 сентября 1954, Стэнли, Нью-Мексико) — американский государственный и политический деятель. Работал генеральным прокурором Нью-Мексико с 1 января 2007 по 1 января 2015 года. Также был советником в министерстве энергетики США, членом Палаты представителей Нью-Мексико и кандидатом от Демократической партии на должность губернатора Нью-Мексико на выборах 2014 года.

## Биография
Сын Брюса Кинга, неоднократно становившегося губернатором Нью-Мексико и Элис Кинг. Учился в Государственном университете Нью-Мексико и в 1976 году получил степень бакалавра химии. Затем получил докторскую степень по органической химии в Колорадском университете в Боулдере в 1980 году. Затем поступил на юридический факультет Государственного университета Нью-Мексико, где получил степень доктора юридических наук.

## Карьера
В 1984 году основал юридическую фирму King and Stanley в Мориарти, штат Нью-Мексико. В 1990 году занял должность корпоративного генерального юрисконсульта и старшего научного сотрудника по вопросам окружающей среды в Advanced Sciences, Inc., консалтинговой фирме по вопросам окружающей среды.
С 1986 по 1998 год был членом Палаты представителей Нью-Мексико, где представлял 50-й округ.

### Министерство энергетики США
В 1998 году стал политическим советником помощника секретаря по управлению окружающей средой в министерстве энергетики США в Вашингтоне. В течение года стал директором Офиса по переходу работников и сообщества. Находясь в министерстве энергетики, разработал и внедрил программу поощрения сотрудничества между федеральным правительством, правительствами штатов, местными правительствами и правительствами коренных американцев для улучшения деятельности по очистке.

### Генеральный прокурор
В должности генерального прокурора Нью-Мексико выступал за принятие закона, согласно которому торговля людьми должна считаться уголовным преступлением. Комитет Организации Объединённых Наций предложил Гэри Кингу представить этот закон в качестве модели для других стран, стремящихся положить конец практике человеческого рабства.

### Губернаторские выборы 2014 года
3 июня 2014 года выиграл выборы в Демократической партии Нью-Мексико на должность губернатора и сразу же получил поддержку своих соратников: Алан Уэббер, Лоуренс Раэль, Хоуи Моралес и Линда Лопес. Гэри Кинг баллотировался на всеобщих выборах 2014 года и проиграл действующему  губернатору от Республиканской партии Сюзане Мартинес. Заявил своим товарищам-демократам на сборе средств, что у соперницы «нет латиноамериканского сердца».

## Личная жизнь
В 1987 году женился на Иоланде Джонс, которая была директором инженерно-технического управления в Центре ядерного оружия ВВС на авиабазе Киртланд. Гэри Кинг часто сопровождал жену на встречах: они побывали в таких странах, как: Китайская Республика (Тайвань), Франция, Италия, Нидерланды, Словения, Румыния, Польша и Чехия.